# Breynia
Breynia J.R.Forst. & G.Forst., 1776 è un genere di piante tradizionalmente collocato nella famiglia delle Euphorbiaceae, ma che la moderna classificazione APG assegna alle Phyllanthaceae.

## Tassonomia
Comprende le seguenti specie:
- Breynia amabilis (Airy Shaw) Welzen & Pruesapan
- Breynia amoebiflora (Airy Shaw) Welzen & Pruesapan
- Breynia androgyna (L.) Chakrab. & N.P.Balakr.
- Breynia assimilis (Thwaites) Chakrab. & N.P.Balakr.
- Breynia asteranthos (Airy Shaw) Welzen & Pruesapan
- Breynia asymmetrica (Welzen) Welzen & Pruesapan
- Breynia baudouinii Beille
- Breynia beillei Welzen & Pruesapan
- Breynia bicolor (Craib) Chakrab. & N.P.Balakr.
- Breynia bishnupadae (M.Gangop. & Chakrab.) Chakrab. & N.P.Balakr.
- Breynia bonii (Beille) Welzen & Pruesapan
- Breynia brevipes (Müll.Arg.) Chakrab. & N.P.Balakr.
- Breynia calcarea (M.R.Hend.) Welzen & Pruesapan
- Breynia carnosa Welzen & Pruesapan
- Breynia cernua (Poir.) Müll.Arg.
- Breynia collaris Airy Shaw
- Breynia coriacea Beille
- Breynia coronata Hook.f.
- Breynia delavayi (Croizat) Welzen & Pruesapan
- Breynia discigera Müll.Arg.
- Breynia discocalyx (Welzen) Welzen & Pruesapan
- Breynia disticha J.R.Forst. & G.Forst.
- Breynia diversifolia Beille
- Breynia fleuryi Beille
- Breynia fruticosa (L.) Müll.Arg.
- Breynia garrettii (Craib) Chakrab. & N.P.Balakr.
- Breynia glauca Craib
- Breynia gour-maitii (Chakrab. & M.Gangop.) Chakrab. & N.P.Balakr.
- Breynia grandiflora Beille
- Breynia granulosa (Airy Shaw) Welzen & Pruesapan
- Breynia gynophora Welzen & Pruesapan
- Breynia harmandii (Beille) Welzen & Pruesapan
- Breynia heteroblasta (Airy Shaw) Welzen & Pruesapan
- Breynia heyneana J.J.Sm.
- Breynia hirsuta (Beille) Welzen & Pruesapan
- Breynia indosinensis Beille
- Breynia kerrii (Airy Shaw) Welzen & Pruesapan
- Breynia kitanovii (Thin) Welzen & Pruesapan
- Breynia lanceolata (Hook.f.) Welzen & Pruesapan
- Breynia lithophila Welzen & Pruesapan
- Breynia macrantha (Hassk.) Chakrab. & N.P.Balakr.
- Breynia maichauensis (Thin) Welzen & Pruesapan
- Breynia massiei Beille
- Breynia micrasterias (Airy Shaw) Welzen & Pruesapan
- Breynia microphylla (Kurz ex Teijsm. & Binn.) Müll.Arg.
- Breynia mollis J.J.Sm.
- Breynia oblongifolia (Müll.Arg.) Müll.Arg.
- Breynia obscura Welzen & Pruesapan
- Breynia officinalis Hemsl.
- Breynia orbicularis (Craib) Welzen & Pruesapan
- Breynia pierrei (Beille) Welzen & Pruesapan
- Breynia platycalyx Airy Shaw
- Breynia po-khantii (Chakrab. & M.Gangop.) Chakrab. & N.P.Balakr.
- Breynia podocarpa Airy Shaw
- Breynia poilanei (Beille) Welzen & Pruesapan
- Breynia poomae (Welzen & Chayam.) Welzen & Pruesapan
- Breynia pubescens Merr.
- Breynia pulchella (Airy Shaw) Welzen & Pruesapan
- Breynia quadrangularis (Willd.) Chakrab. & N.P.Balakr.
- Breynia racemosa (Blume) Müll.Arg.
- Breynia repanda (Müll.Arg.) Chakrab. & N.P.Balakr.
- Breynia repens Welzen & Pruesapan
- Breynia reticulata (S.L.Mo ex P.T.Li) Welzen & Pruesapan
- Breynia retroversa (Wight) Chakrab. & N.P.Balakr.
- Breynia retusa (Dennst.) Alston
- Breynia rhynchocarpa Benth.
- Breynia rigida (Thwaites) Chakrab. & N.P.Balakr.
- Breynia rostrata Merr.
- Breynia saksenana (Manilal, Prasann. & Sivar.) Chakrab. & N.P.Balakr.
- Breynia septata Beille
- Breynia shawii (Welzen) Welzen & Pruesapan
- Breynia similis (Craib) Welzen & Pruesapan
- Breynia spatulifolia (Beille) Welzen & Pruesapan
- Breynia stipitata Müll.Arg.
- Breynia subangustifolia Thin
- Breynia suberosa (Airy Shaw) Welzen & Pruesapan
- Breynia subindochinensis Thin
- Breynia subterblanca (C.E.C.Fisch.) C.E.C.Fisch.
- Breynia temii (Welzen & Chayam.) Welzen & Pruesapan
- Breynia thoii (Thin) Welzen & Pruesapan
- Breynia thorelii (Beille) Welzen & Pruesapan
- Breynia thyrsiflora (Welzen) Welzen & Pruesapan
- Breynia tiepii Welzen & Pruesapan
- Breynia tonkinensis Beille
- Breynia trinervia (Hook.f. & Thomson ex Müll.Arg.) Chakrab. & N.P.Balakr.
- Breynia tsiangii (P.T.Li) Welzen & Pruesapan
- Breynia vestita Warb.
- Breynia villosa (Blanco) Welzen & Pruesapan
- Breynia virgata (Blume) Müll.Arg.
- Breynia vitis-idaea (Burm.f.) C.E.C.Fisch.
- Breynia yanhuiana (P.T.Li) Welzen & Pruesapan

### Sinonimi
Il genere è conosciuto anche con altri nomi:
- Foersteria Scop.
- Forsteria Steud.
- Melanthes Blume
- Melanthesa Blume, orth. var.
- Melanthesopsis Müll.Arg.